# Monasterio del Santísimo Salvador
El monasterio del Santísimo Salvador es la Casa Madre, donde la Congregación de los Misioneros Maronitas Libaneses fue fundada en 1865, en la actual Gobernación del Monte Líbano. Recibió el nombre de "Cristo Salvador" cuando fue construido en 1718 por monjes armenios católicos junto con el patriarca Abraham Pedro I Ardzivian. Después de que ellos lo evacuaron y se trasladaron a los conventos de Bzoummar y Kheshbao, el obispo Youhanna Habib compró las propiedades de los alrededores, las restauró y las dotó para la congregación maronita. A partir de ella, los misioneros comenzaron su misión en el Líbano y en el extranjero.
Después de la muerte del fundador en 1894, algunas adiciones importantes se construyeron con el tiempo. El monasterio creó una escuela gratuita para los niños de las aldeas vecinas, así como patios, plazas, jardines y cementerios. En la iglesia, hay una pintura artística italiana que representa a la Santísima Trinidad y de Cristo crucificado que data del siglo XIII. El convento constituía la sede de la Congregación y el Noviciado.